# Arcole
Arcole település Olaszországban, Veneto régióban, Verona megyében. Lakosainak száma 6364 fő (2023. január 1.). Arcole Belfiore, Lonigo, San Bonifacio, Veronella és Zimella községekkel határos.

## Népesség
A település népességének változása:
| Lakosok száma | 6255 | 6246 | 6364 |
|               | 2017 | 2018 | 2023 |